# ユニオネックス
ユニオネックス株式会社は、かつて東京都および神奈川県下にスーパーマーケットを京浜急行電鉄（京急）沿線を中心に展開していた企業である。2013年4月1日をもって京急ストアに吸収合併された。
運営していたスーパーチェーン「もとまちユニオン」、「YOKOSAN」（ヨコサン）、「SPARK」（スパーク）などについても記述する。もとまちユニオンの現状については、現在の運営会社である京急ストアのページを参照。

## 沿革
この節ではユニオネックス社の沿革について記述するが、運営スーパーはユニオネックス設立以前から営業していたものが多い。それらについては後述する。
- 1996年（平成8年）2月15日 - コンピュータ情報処理会社として設立[2]。
- 2002年（平成14年）7月1日 - 横浜市の[3][4]（旧）横須賀産業株式会社より食品スーパー事業を譲り受け、スーパー事業に特化したとされる[2]。
  - 以上2点の記述はユニオネックスの公式サイトの記述に基づくが、譲渡元である横須賀産業の社長の谷尾凱夫[3]は、ユニオネックスの会長でもあった[2][5][注 3]。

そもそも横須賀産業は1996年に谷尾が設立したとも言われる[4]が、一方で、横須賀産業は1993年時点で既にヨコサンを運営していたとされる[10]。後述の通り、「ヨコサン」や「もとまちUNION」は1996年以前より存在していた。
- 2004年（平成16年）- 経営難に陥っていた北九州市のスーパー「とみやま」(現・ニューヨーク・エボリューション)を買収[3]。
- 社名を「横須賀産業」から「ユニオネックス」に変更[4]。時期は不明だが、2004年にとみやまを買収した際は、横須賀産業であり、2008年に京急に買収された時はユニオネックスだった。
- 2008年（平成20年）10月1日 - それまで資本関係が無かった京浜急行電鉄が、全株式を谷尾凱夫会長から50億円で取得し京急グループ入り[4][5][11]。
- 2012年（平成24年）3月12日 - 本社をそれまでの神奈川県横浜市西区北幸2-9-30から移転[注 1]。これは2013年の京急ストアへの吸収合併まで続く。
- 2013年（平成25年）4月1日 - 京急ストアと合併し、京急ストアが存続会社となる[12]。

## 店舗・業態
2013年4月の合併直前の時点で以下の通り、3名称の店舗展開および1フランチャイズの運営を行なっていた。
- 「もとまちユニオン」 - 1958年創業の高級スーパーマーケット。8店舗を展開。
なお、「もとまちユニオン」名の店舗は、ニューヨーク・エボリューション社が運営するものが、2019年2月まで北九州市にも存在した[注 4]。
- 「YOKOSAN」 - 食品スーパーマーケット。14店舗を展開。
長年の運営会社名の「横須賀産業」の略称と一致し、また、三浦半島などにおいて使われる呼称「横三」（よこさん）とは横須賀と三浦を合わせて指す語でありこれとも一致する。三浦半島参照。
- 「SPARK」 - 酒類を強化した食品スーパーマーケット。2店舗を展開。
- アクト中食のフランチャイズ「業務用食品スーパー」。横浜市泉区岡津の1店舗のみ。

2013年の京急ストアへの吸収合併後も店舗ブランド名「もとまちUNION」は存続するが、「YOKOSAN」および「SPARK」は「京急ストア」へ転換された。ただし「ヨコサン天神店」および「もとまちユニオン湘南国際村店」は合併を機に2013年3月31日に閉店した。
合併前のもとまちユニオンの各店舗の所在については公式サイトを参照。ヨコサンの店舗は鶴見店、鶴見本町通店、磯子岡村店、磯子丸山店、天神店、追浜店、船越店、浦郷店、上町店、北久里浜店、武山店、ハイランド店、新久里浜店、三浦海岸店、三崎東店、以上である。
ヨコサンは、追浜店を出店するショッピングセンターサンビーチ追浜の株主である。

### 合併時より以前の動向
- 「もとまちユニオン」は1958年、元町商店街にて創業。1958年開業時の店舗は「元町店」という店名で、2025年6月に14年ぶりに改装された際に「本店」に改名されている[18]。新宿店、六本木店は2011年開店[1]。現在の運営会社京急ストアの公式サイト内のページ"もとまちユニオンの歴史"も参照のこと。
- ヨコサンについては創業は不明であるが、店舗の開業年については以下が判明している。1967年1月に追浜店、北久里浜店が開業[19]。1968年2月に武山店が開業[20]。1978年に天神店（横須賀市追浜本町2丁目[13]）が開業[14]。1992年4月にハイランド店が開業。[21]。
- 横須賀市衣笠にかつて存在した「ユニー衣笠店」の地階において、ニチイとの合弁で「ニチイヨコサン」が1981年（昭和56年）より存在したが、2004年よりは前に閉店した。ユニー衣笠店参照。
- 「ヨコサン横須賀上町店」は2009年6月に近辺に移転し「ヨコサン上町店」と改称した[22]。

### 注
1. 1 2  2006年時点で、本社は横浜市西区北幸だが、登記上は横須賀市根岸町であった[2]。
2. 1 2 3  2008年6月期の数字[1]。ただし会計監査人の監査によるものではない。
3. ↑  谷尾凱夫は福岡県の精肉小売業大手明治屋産業を創業した谷尾欽也の実弟であり、2000年頃まで明治屋の社長だったが、明治屋の諸事情により退社した[6][7]。その後は明治屋の元幹部らが中心の会社海星ムサシの取締役を2010年時点で勤める他、2013年時点で食品スーパー会社「ニューヨーク・エボリューション」（旧「とみやま」）の会長でもある[8][9]。
4. ↑  ニューヨーク・エボリューション（旧「とみやま」）は2004年、横須賀産業（後のユニオネックス）に買収された。
5. ↑  引用資料(2008年)に従ったが、当時「ヨコサン」は会社名ではない。